# Campeonato Amapaense 1997
In 1997 werd het 52ste Campeonato Amapaense gespeeld voor voetbalclubs uit de Braziliaanse staat Amapá. De competitie werd gespeeld van 20 april tot 17 augustus en werd georganiseerd door de FAF. Ypiranga werd kampioen.

## Eerste toernooi

### Groep 1
| Plaats | Club     | Wed. | W | G | V | Saldo | Ptn. |
| ------ | -------- | ---- | - | - | - | ----- | ---- |
| 1.     | Cristal  | 5    | 2 | 2 | 1 | 7:3   | 8    |
| 2.     | Ypiranga | 5    | 2 | 2 | 1 | 8:5   | 8    |
| 3.     | Macapá   | 5    | 0 | 3 | 2 | 2:6   | 3    |

|  | Geplaatst voor finale |

### Groep 2
| Plaats | Club     | Wed. | W | G | V | Saldo | Ptn. |
| ------ | -------- | ---- | - | - | - | ----- | ---- |
| 1.     | São José | 5    | 3 | 2 | 0 | 13:8  | 11   |
| 2.     | Oratório | 5    | 1 | 3 | 1 | 6:7   | 6    |
| 3.     | Amapá    | 5    | 0 | 2 | 3 | 4:11  | 2    |

|  | Geplaatst voor finale |

### Finale
De winnaar krijgt één bonuspunt voor de finaleronde.
|                |         |       |          |  |
| 15 juni Finale | Cristal | 1 – 0 | São José |  |
| 15 juni Finale |         |       |          |  |

## Tweede toernooi

### Groep 1
| Plaats | Club     | Wed. | W | G | V | Saldo | Ptn. |
| ------ | -------- | ---- | - | - | - | ----- | ---- |
| 1.     | Ypiranga | 3    | 1 | 1 | 1 | 3:1   | 4    |
| 2.     | Cristal  | 3    | 1 | 0 | 2 | 2:3   | 3    |
| 3.     | Macapá   | 3    | 1 | 0 | 2 | 3:7   | 3    |

|  | Geplaatst voor finale |

### Groep 2
| Plaats | Club     | Wed. | W | G | V | Saldo | Ptn. |
| ------ | -------- | ---- | - | - | - | ----- | ---- |
| 1.     | Amapá    | 3    | 2 | 1 | 0 | 4:0   | 7    |
| 2.     | Oratório | 3    | 2 | 0 | 1 | 6:3   | 6    |
| 3.     | São José | 3    | 1 | 0 | 2 | 1:5   | 3    |

|  | Geplaatst voor finale |

### Finale
De winnaar krijgt één bonuspunt voor de finaleronde.
|                |          |       |       |  |
| 23 juli Finale | Ypiranga | 2 – 0 | Amapá |  |
| 23 juli Finale |          |       |       |  |

## Finaleronde
São José plaatste zich ook omdat ze de meeste punten hadden over beide toernooien gezien. 
| Plaats | Club     | Wed. | W | G | V | Saldo | Ptn. |
| ------ | -------- | ---- | - | - | - | ----- | ---- |
| 1.     | Ypiranga | 2    | 1 | 1 | 0 | 1:0   | 5    |
| 2.     | São José | 2    | 1 | 0 | 1 | 3:3   | 3    |
| 3.     | Cristal  | 2    | 0 | 1 | 1 | 2:3   | 2    |

|  | Kampioen |

### Kampioen
| Campeonato Amapaense de 1997 |
| Amapá                        |
| ---------------------------- |
| YPIRANGA Kampioen (4° titel) |